# Adolf von Wangenheim (Jurist)

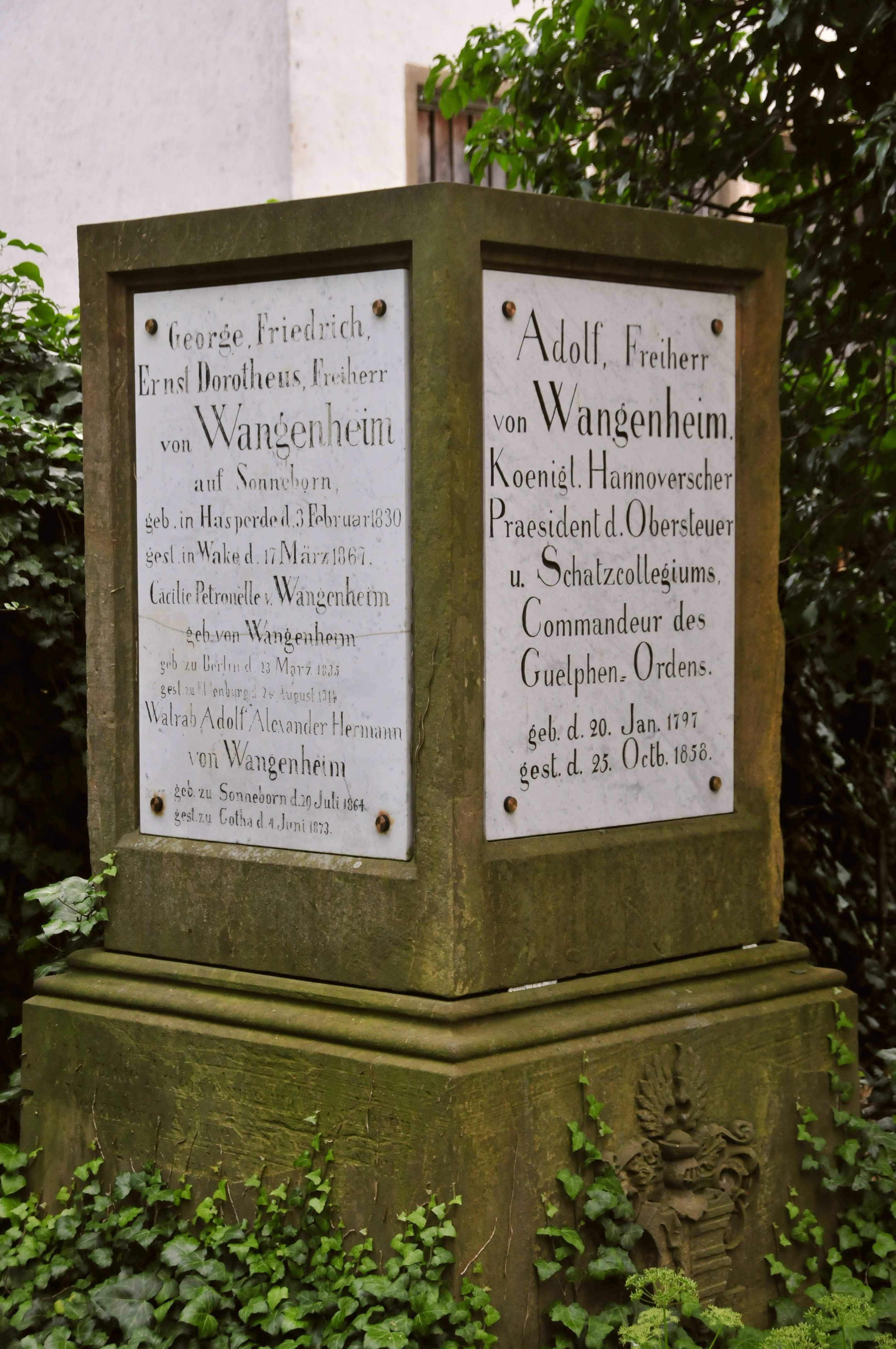
Grabmal von Adolf von Wangenheim und anderer Familienmitglieder in Sonneborn

Adolf Freiherr von Wangenheim (* 20. Januar 1797 in Hasperde; † 25. Oktober 1858 in Hannover) war ein deutscher Richter und Fiskaljurist aus der Familie von Wangenheim. Er war Präsident des königlich hannoverschen Steuer- und Schatzkollegiums.

## Herkunft
Adolf von Wangenheim war der Sohn des großbritannischen und hannoverschen Oberhauptmanns Ludwig Adam Ernst Walrab Freiherr von Wangenheim (* 16. März 1760 in Sonneborn; † 28. September 1820 in Wiebrechtshausen; Verwalter des Klosterguts Wiebrechtshausen bei Northeim) und dessen Ehefrau Juliane, geb. von Post (1771–1828).

## Leben
Er studierte ab 1814 Rechtswissenschaften an der Universität Göttingen und wurde dort Mitglied des Corps Hannovera. 1817 begann er seine berufliche Tätigkeit als Auditor in der Justizkanzlei des Königreichs Hannover in Hannover. Er wurde 1820 Assessor, 1822 zunächst außerordentlicher, 1823 dann ordentlicher Justizrat und 1830 Mitglied der Calenberg-Göttingen-Grubenhagenschen Kreditkommission. Adolf von Wangenheim war sowohl 1833–35 als auch 1838 Mitglied der ersten Kammer des Königreichs Hannover. Er wurde 1840 Oberappellationsgerichtsrat am Oberappellationsgericht Celle und 1843 Präsident des Ober-Steuer- und Schatzkollegiums des Königreichs (dem Finanzminister Schulte direkt unterstellt), sowie Mitglied des Hannoverschen Staatsrates. 1848 war er Mitglied im Siebzehnerausschuss.
Ausweislich der hanoverschen Hof- und Staatshandbücher wurde er 1839 als Ritter in den Guelphen-Orden aufgenommen sowie 1845 zum Kommandeur II. Klasse und 1856 zum Kommandeur I. Klasse desselben Ordens erhoben.
Sein Grabmal befindet sich in Sonneborn, Thüringen.

## Familie
Er heiratete am 23. März 1827 Amalie Frederike Luise von Hake (* 8. Dezember 1806; † 14. Juli 1884). Das Paar hatte mehrere Kinder:
- Johanna Charlotte Juliane Friederike (1828–1911) ⚭ 1850 Friedrich Hermann Albert von Wangenheim (1807–1889)
- Adolph Wilhelm Walrab (* 2. August 1831; † 29. November 1909) ⚭ Elise Burchardine Ottonie von der Decken (* 6. Dezember 1837; † 9. November 1885), Tochter von Adolphus von der Decken
- Frieda Julie Adolphine Gabriele (1838–1881) ⚭ 1859 Carl Georg Friedrich von Wedel-Jarlsberg (1827–1898)